# リンナイ
リンナイ株式会社（英: Rinnai Corporation）は、愛知県名古屋市中川区に本社を置き、給湯機器や厨房機器など、熱エネルギー機器の製造販売を行う大手メーカーである。給湯器やビルトインコンロ等のガス機器で国内シェアトップ。東証プライム上場企業。

## 概要
リンナイという社名は、創設者の林兼吉と内藤秀次郎から一字を取ったもの。当初「ナイリン」だったが、語呂が悪かった為、「リンナイ」に変更した。名古屋瓦斯（現在の東邦ガス）の社員だった二人が、スウェーデン製石油コンロを譲ってもらったのがきっかけとなり、1920年（大正9年）9月に石油コンロ卸売業者「林内商会」として設立。
国内では長らく「ガスとエレクトロニクス」というキャッチフレーズを用いてきた。なお、CMのサウンドロゴは国によって異なる。また、スポンサークレジットは長年“Rの穴部分を紅い炎にした社紋”と、その下に「リンナイガス器具」であったが、2006年（平成18年）から「Rinnai」となった。また、製品は同じ愛知県に本社があるINAX（現・LIXIL）にもOEM供給されている。
2006年（平成18年）に同じく愛知県（名古屋市）内に本社のあるパロマが起こした一連の湯沸器事故の不祥事で「リンナイにも風評被害が出るのではないか」と言われていたが、実際にはむしろパロマに対する消費者の嫌気（不買ムード）により給湯器部門（特に、小型瞬間湯沸器）でリンナイの市場占有率が伸びた。また、松下電器（現・パナソニック）が2007年（平成19年）4月にガス器具製造販売から撤退したことに伴い、リンナイ製品はパナソニックショップ（当時はナショナルショップ）にも供給されている。
2019年4月1日に「Rinnai」ロゴが一新され、ゴシック体をベースにやや幅広な形状で、角を丸めたデザインとなった。

旧ロゴ

### 営業のパロマ、技術のリンナイ
リンナイはかつては技術志向のメーカーと言われた。それは特に世界初となるセラミック素材使用の遠赤外線バーナー「シュバンク」に代表される。また家庭用では従来平均的なサンマ2匹がやっととされていたガステーブルのグリルを3匹まで収容可能とした「ジャンボグリル」（現在はそれ以上の収容力が一般的である）、後の家電メーカーによるオーブンレンジに先駆けて、ガスとマイクロウェーブ加熱を併用する「電子コンベック」（コンビネーションレンジ）など、独創的かつ高い技術力を背景とした製品開発を行ってきた。
ただし、それは必ずしも先進的であるということを意味しない。例えば、パロマ湯沸器死亡事故で問題となったFE式湯沸器も、問題の機種が本体内に排気ファンを収納していたのに対し、同時期のリンナイ製品は、本体上方にシルクハット形の排気扇を別に取り付けていた。発売当時、外観の不恰好さや取り付けスペースの制約から、リンナイ製はパロマ製に比べて不評であった。
リンナイとパロマは同じ愛知県名古屋市の企業で、パロマの創業の方が先ということもあり、長くリンナイにとってパロマはライバルというより追いつくべき目標であった。1980年代中頃まで、リンナイは積極的な営業にはそれほど注力しておらず、販売店任せの傾向があった。しかしながら、その技術志向は同じく技術屋志向が高いLPガス供給事業者の従業員によって評価され、徐々にパロマとの差を縮めて行った。
1990年代のエコロジーブーム、さらにバブル崩壊が影響し、ガス器具にも高度な省エネルギー技術が求められ始めると、リンナイは俄然、市場で有利になった。この頃からCMにも著名人を積極的に使うなど、営業にも力を入れるようになって来た。家庭用ガステーブルではほぼ独走の状態となり、業務用機器でもパロマが遠赤外線バーナーを早期に開発できなかったこともありリンナイ優位に傾き始めた。そして先述のパロマ製給湯器による死亡事故に絡む不祥事から、長年パロマの牙城であった給湯器部門でも完全に逆転し、日本におけるガス機器総合メーカーではトップとなっている（因みにパロマは海外での売り上げに注力している故、国内への対応に消極的であった）。
ドイツの自動車部品メーカーロバート・ボッシュが大株主で、一時期筆頭株主だったこともある。現在でもノーザン・トラストやドイツ銀行など海外の投資家が主要株主に名を連ねている。

## リンナイ湯沸器死亡事故
2007年（平成19年）2月7日リンナイ製の湯沸かし器を使用していた神奈川県の男性が死亡する一酸化炭素中毒事故が発生した。それがきっかけとなり、2003年（平成15年）と2004年（平成16年）にも1件ずつ同じリンナイ製の湯沸かし器が原因と思われる、死亡事故が起きていたことも発覚。2月9日、経済産業省が注意を喚起した。
開放燃焼型の小型湯沸器の不完全燃焼防止装置は、フレームロッドで炎の整流作用を利用して正常な燃焼を確認する安全装置である。今回疑われている不完全燃焼防止装置機能の不作動とは、同機能作動の後も原因を取り除かないまま再使用を繰り返す（再点火の回数は後述参照）と、すすが内部にたまり、同機能が作動しなくなる場合があるというものである。不完全燃焼などの場合に抑止側（燃焼させない方向）に働く熱電対の感知が阻害されるためとみられている。熱電対は二つあり、抑止側の熱電対は、不完全燃焼で火足が長くなるなどの場合に加熱してフレームロッドに流れる電流の起電力を抑止する。
「数百回の再点火を半年から1年間にしなければ不完全燃焼防止装置の機能は失われないはず」という同社幹部の見解が報道されている。これに対し経産省の実験でも、現象の再現には150回以上の再点火行為を必要とするという結果が出ており、正常な使用法では起こり得ないとの結論を出した。
誤使用が危惧される該当機種は、「RUS-5RX」「RUS-51BT」「RN-405SD（東京ガス型式）」「RI-5SH（東邦ガス型式）」「KRN-685C（北海道ガス型式）」「KRN-0111（京葉ガス型式）」「KRN-395A（北陸ガス型式）」。以後の機種は、乾電池の取り外しなどのリセットを行わなければ再使用が抑止される「再点火防止装置」が装備された。なお、不完全燃焼防止装置作動の際に原因除去を怠り、安易にリセットを行えば同様の不作動は起こり得る。
同種の事故は同時期の小型瞬間湯沸かし器ならばどれでも起こり得ること、そもそも説明書に書かれた注意喚起を怠ったゆえの事故であることなどから、神奈川県警は販売当時のリンナイの品質保障部長と東京ガスのリビング営業部長を使用方法によっては同種事故が発生すると知りながら事故防止対策を怠り、男性を中毒死させたとして業務上過失致死容疑で書類送検したものの、消費者責任の範疇にあるという見解と、刑事処分に相当する法的根拠に乏しいという理由から、横浜地検は起訴を見送った。しかし、それでもリンナイは該当機種のみならず、自社製の全小型瞬間湯沸かし器に対する緊急無償点検を実施するなどの対応を行った。
なお、不完全燃焼装置の有無に関わらず、この形態（開放式小型瞬間湯沸器）の使用の際は常に換気を怠らないことや、浴槽への湯張り等の能力を超えた連続・大量の給湯の禁止等といったガス使用時のあらゆる注意事項はメーカーから注意喚起されているだけでなく、ガス事業法及び液化石油ガス法に基づきガスの提供事業者も年一回以上は利用者に注意喚起する事が義務付けられている（年一回以上の規定から、得意先に毎年配布するカレンダーを利用した注意喚起もある）。
同時期にパロマ湯沸器死亡事故や松下製小型ガス湯沸かし器死亡事故も発覚したが、本件は製品の異常使用に起因する部分が大きく、それでいながら迅速な製品点検に踏み切ったリンナイはむしろ消費者の信用を獲得し、対照的に系列サービス業者による不正改造や製品自体の安全装置劣化が原因且つ消費者向け対応の遅れや隠匿が指摘されたパロマ製品からの乗り換えで市場シェアを拡大することに繋がった。

## 歴代トップ

### 歴代社長
|       | 氏名       | 就任日     | 退任日     | 出身校                 |
| ----- | ---------- | ---------- | ---------- | ---------------------- |
| 初代  | 内藤秀次郎 | 1920年9月  | 1948年11月 | -                      |
| 第2代 | 林兼吉     | 1948年11月 | 1966年5月  | -                      |
| 第3代 | 内藤明人   | 1966年5月  | 2001年6月  | 東京帝国大学第二工学部 |
| 第4代 | 山崎善郎   | 2001年6月  | 2005年11月 | 愛知県立松蔭高校       |
| 第5代 | 内藤弘康   | 2005年11月 | （現任）   | 東京大学工学部         |

### 歴代会長
|       | 氏名     | 就任日    | 退任日    | 出身校                 |
| ----- | -------- | --------- | --------- | ---------------------- |
| 初代  | 林兼吉   | 1966年5月 | 1978年8月 | -                      |
| 第2代 | 内藤明人 | 2001年6月 | 2017年3月 | 東京帝国大学第二工学部 |
| 第3代 | 林謙治   | 2017年4月 | （現任）  | 慶応義塾大学法学部     |

## 主な事業拠点

### 本社・支社
| 拠点     | 所在地                                  |
| -------- | --------------------------------------- |
| 本社     | 愛知県名古屋市中川区福住町2番26号       |
| 東北支社 | 宮城県仙台市若林区伊在3丁目1番2号       |
| 関東支社 | 東京都品川区東品川1丁目6番6号           |
| 中部支社 | 愛知県名古屋市中川区澄池町14番27号      |
| 関西支社 | 大阪府大阪市淀川区三国本町1丁目10番40号 |
| 九州支社 | 福岡県福岡市博多区古門戸町2番3号        |

### 研究所・工場
| 拠点         | 所在地                       |
| ------------ | ---------------------------- |
| 技術センター | 愛知県丹羽郡大口町替地3丁目1 |
| 大口工場     | 愛知県丹羽郡大口町替地3丁目1 |
| 瀬戸工場     | 愛知県瀬戸市穴田町986        |
| 暁工場       | 愛知県瀬戸市暁町3番96        |

## 主な子会社

### 国内の連結子会社
| 150 |

| 200 |

| 2,450 |

| 150 |

| 100 |

| 128 |

| 92.2 |

| 70 |

| 100 |

| 280 |

| 100 |

| 406 |

| 100 |

| 50 |

| 100 |

| 300 |

| 100 |

| 10 |

| 100 |

### 海外の連結子会社
| 名称                                    | 所在地           | 議決権の所有割合（%） |
| --------------------------------------- | ---------------- | --------------------- |
| Rinnai Holdings (Pacific) Pte Ltd.      | シンガポール     | 100                   |
| 林内香港有限公司                        | 香港             | 100                   |
| 広州林内燃具電器有限公司                | 中国             | 70.0                  |
| Rinnai Italia S.r.l.                    | イタリア         | 100                   |
| Rinnai Canada Holdings Ltd.             | カナダ           | 100                   |
| 上海林内熱能工程有限公司                | 中国             | 100                   |
| Rinnai UK Ltd.                          | イギリス         | -                     |
| Rinnai(Malaysia) Sdn. Bhd.              | マレーシア       | -                     |
| Rinnai Plus Corp.                       | 韓国             | -                     |
| Rinnai Treading B.V.                    | オランダ         | -                     |
| Central Heating New Zealand Ltd.        | ニュージーランド | 50.0                  |
| 海南林内民生燃具厨衛販売有限公司        | 中国             | -                     |
| Rinnai America Corporation              | アメリカ合衆国   | 100                   |
| Rinnai Australia Pty., Ltd.             | オーストラリア   | 100                   |
| 上海林内有限公司                        | 中国             | 50.0                  |
| Rinnai Korea Corporation                | 韓国             | 100                   |
| P.T. Rinnai Indonesia                   | インドネシア     | 52.0                  |
| Rinnai New Zealand Ltd.                 | ニュージーランド | 100                   |
| 台湾林内工業股份有限公司                | 台湾             | 67.8                  |
| Rinnai(Thailand) Co., Ltd.              | タイ             | 49.0                  |
| Rinnai Brasil Heating Technology Ltd.   | ブラジル         | 100                   |
| Rinnai Viet Nam Co., Ltd.               | ベトナム         | 61.1                  |
| Rinnai Manufacturing Malaysia Sdn. Bhd. | マレーシア       | 80.0                  |
| RB Korea Ltd.                           | 韓国             | 100                   |
| 上海燃宝控制器有限公司                  | 中国             | -                     |
| RS Korea Ltd.                           | 韓国             | -                     |
| 三国RK精密                              | 韓国             | -                     |
| Gas Appliance Services Corporation      | オーストラリア   | 80.0                  |
| 100                                     |                  |                       |

## 主な製品
- キッチン
  - ビルトインガスコンロ
  - ガステーブル
  - オーブン
  - キャビネット
  - ガス瞬間湯沸器
  - 食器洗い乾燥機
  - レンジフード
  - ガス炊飯器
  - IHクッキングヒーター
- バス
  - 浴室テレビ
  - マイクロバブルバスユニット
  - リモコン
  - 浴室暖房乾燥機
- 給湯器
  - ハイブリッド給湯・暖房システム
  - ガス給湯器
- 居室暖房
  - ガスファンヒーター
  - ガス赤外線ストーブ
  - ガスFF暖房機
  - 簡易温水マット
  - 温水ルームヒーター
  - ガス暖炉
  - 床暖房
  - パネルヒータ
- 衣類乾燥機
  - ガス衣類乾燥機
  - パネルヒータ
  - 脱衣暖房器機
  - タオルウォーマー
- 業務用
  - ガス高速オーブン
  - ガス炊飯器
  - ガスコンロ
  - ガスグリラー

## 提供番組

### 現在
2007年（平成19年）2月23日より、前述した「湯沸器死亡事故」を受けて、小型湯沸器の「対象製品無償点検や使用時の換気について」の注意喚起を行うCMを放映している。
リンナイは事故を受けて、当初はテレビCMを自粛するとしていたが「（対象製品無償点検や使用時の換気について）消費者への周知を優先する」として注意喚起のCMを制作・放映することにした。CMの内容についてはパロマや松下電器（現・パナソニック）のお詫びCMに類似しており、初期バージョンはお詫びCMそのものであった。『情報プレゼンター とくダネ!』の火曜日の提供枠、スポットCM枠などで「注意喚起」CM（新バージョン）を放映していた。
他に2007年（平成19年）10月よりガラストップビルトインコンロなどの製品CMも放映を再開したが、「♪リンナイ～」などのサウンドロゴは2010年（平成22年）8月31日までの約3年間行われず、創業90周年を迎えた9月1日から再開された。なお、2020年（令和2年）よりサウンドロゴが変更されている。
提供クレジットはリンナイガス器具だったが、2006年（平成18年）4月からRinnaiとなっている。

#### 主に30秒
全国ネット（2024年7月現在）
- サンデーモーニング（TBSテレビ系列）
- ナニコレ珍百景（テレビ朝日系列）
- 日経スペシャル カンブリア宮殿（テレビ東京系・ヒッチハイク[注釈 4]）※2016年10月から[注釈 5]
- 渡辺篤史の建もの探訪（BS朝日）
- 世界が驚いたニッポン! スゴ〜イデスネ!!視察団→サンドウィッチマン&芦田愛菜の博士ちゃん（テレビ朝日）
- BS演歌の花道（BSテレ東）

ローカル
- スマイルスタジアムNST（NST）

### 過去
- 土曜劇場（フジテレビ系列）
- 火曜ワイドスペシャル（フジテレビ系列）
- 銭形平次（フジテレビ系列）
- 木曜座（毎日放送制作・TBS系列）
- 世界まるごとHOWマッチ（毎日放送制作・TBS系列）
- 世界まるごと2001年 （毎日放送制作・TBS系列）
- ご存知!平成一番人気（毎日放送制作・TBS系列）
- ダウトをさがせ!（毎日放送制作・TBS系列）
- オレたちのオーレ!（毎日放送製作・TBS系列）
- ぴったんこカン・カン（TBS系列）
- 中居正広の金曜日のスマたちへ（TBS系列）
- ひるおび!（TBS系列・隔日）
- 7時だ、とび出せ!!（TBS系列）
- ミニミニ・バンバン（TBS系列）
- トップ・ライトのリンナイワンセットクイズ（フジテレビ系列）
  - 『タワーバラエティ』の水曜企画。一社提供。
- 金曜プレステージ（フジテレビ系列）
  - 金曜エンタテイメント（前番組）
- 西部警察 PART-II（テレビ朝日系列）
- イブニング・ファイブ（TBS・関東ローカル・隔週）2009年3月まで
- Nスタ（TBS・関東ローカル枠・月曜・水曜・金曜18:20ごろ - 18:35ごろ）数年前に降板した模様。後任は司法書士法人新宿事務所。番組自体は継続中。
- サンデーモーニング（CBCテレビ・中京ローカル）
  - かつて「関口宏の-」時代はTBS（関東ローカル）でも提供していた時代がある。
- 新婚さんいらっしゃい!（ABC制作・テレビ朝日系列）※2015年10月から2016年9月まで
- 大改造!!劇的ビフォーアフター（ABC制作・テレビ朝日系列）
ただし、｢ビフォーアフター」枠が「シルシルミシルさんデー」[注釈 6]の拡大版スペシャルや「フィギュアスケートグランプリシリーズ」などのスポーツ特番編成時は翌月曜朝の「モーニングバード!」週替わり不定枠に移動するか「ビフォーアフター」枠振り替えの該当枠振り替え特番に振り替えする場合とに分かれる。[注釈 7][注釈 8][注釈 9]
- サンデープロジェクト（朝日放送・関西ローカル）
- 人生が変わる1分間の深イイ話（日本テレビ系列・毎週月曜日）
- 林修の今でしょ!講座（テレビ朝日）※2015年4月から降板時期不明
- ZIP!（日本テレビ系列・水曜7時台（7:54ごろ））※2017年4月から2019年3月まで
- 情報プレゼンター とくダネ!（フジテレビ系列・月曜日前半枠）
提供枠では唯一「注意喚起」CMを放送し続けていた。2017年9月末をもって一時期降板した後、復帰[注釈 10]復帰して提供枠が移動した現在（2020年9月時点）は通常の製品CMとなっている。2019年9月までは火曜日後半枠だった。
- 報道特集（TBS系列）
- イッポウ（CBC・隔日）
- ANNスポーツニュース（テレビ朝日・関東ローカル）
- ウェークアップ!ぷらす（読売テレビ制作・日本テレビ系列）
- NNN Newsリアルタイム・（日本テレビ関東ローカル・毎週木曜日）
- CBCニュースワイド（CBCテレビ）
- あまくちからくち（中京テレビ）：一社提供番組。
- FNNスーパーニュースアンカー（関西テレビ・ローカル）ほか